# Manu Buffara
Manoella Buffara é uma chef de cozinha brasileira nascida em Maringá e atual chef e proprietária do restaurante Manu em Curitiba.

## Biografia
Começou sua vida acadêmica cursando jornalismo para agradar os pais e um curso de cozinha e hotelaria na Itália (ICF). Aos 18 anos foi aos EUA onde passou um mês em um barco pesqueiro no Alasca pescando halibute. Por necessidade começou a trabalhar em cozinhas de restaurantes. Após sua estadia nos EUA passou por alguns dos melhores restaurantes do mundo como Noma, Da Vittorio & Guido e Alinea. Foi chef executiva da rede de hotéis Deville e em 2011 abriu o restaurante Manu em Curitiba o qual vem sendo altamente premiado. Em 2016 teve sua primeira filha.

## Prêmios
- Melhor Restaurante do Ano - Prazeres da Mesa 2015[4]
- Bom Gourmet - 5 estrelas, 2011, 2012, 2013, 2014[4]
- Melhor chef mulher da América Latina 2022 - Latin America’s 50 Best Restaurants[5]